# 548-ма гренадерська дивізія (Третій Рейх)
548-ма гренадерська дивізія (Третій Рейх) (нім. 548. Grenadier-Division) — гренадерська піхотна дивізія Вермахту, що входила до складу німецьких сухопутних військ за часів Другої світової війни.

## Історія
548-ма гренадерська дивізія сформована 11 липня 1944 року в ході 29-ї хвилі мобілізації у V військовому окрузі, як «загороджувальна дивізія» (нім. Sperr-Division). З липня 1944 року билася на Східному фронті в західній Литві. 9 жовтня 1944 року переформована на 548-му фольксгренадерську дивізію.

## Райони бойових дій
- СРСР (північний напрямок) (липень — жовтень 1944)

## Командування

### Командири
- генерал-майор Еріх Судау (нім. Erich Sudau) (11 липня — 9 жовтня 1944)

### Підпорядкованість
| Час     | Корпус    | Армія | Група армій (округ) | Штаб     |
| ------- | --------- | ----- | ------------------- | -------- |
| 1944    |           |       |                     |          |
| серпень | XII ак СС | 3 ТА  | Група армій «Центр» | Калварія |

### Склад
| 1944                                     |
| ---------------------------------------- |
| 1094-й гренадерський полк                |
| 1095-й гренадерський полк                |
| 1096-й гренадерський полк                |
| 1548-й артилерійський полк               |
| 548-й протитанковий загін                |
| 548-ма фузилерна рота                    |
| 548-ма рота зв'язку                      |
| 548-ме дивізійне управління забезпечення |
| 548-й запасний батальйон                 |